# Wake Me Up When September Ends
«Wake Me Up When September Ends» (en español: «Despiértame cuando septiembre termine») es el cuarto sencillo del álbum American Idiot, de la banda Green Day, en el verano de 2005. El video fue dirigido por Sam Bayer nominado como mejor video de rock del año VMA 2006 de la MTV.
«Wake Me Up When September Ends» ocupa el puesto #94 de las 100 mejores canciones del siglo XXI de la revista Rolling Stone, y también ocupa el puesto #448 de "Las 1000 mejores canciones de siempre" de la revista Q. El sencillo es la cuarta canción más exitosa del trío californiano.

## Temática
"Wake Me Up When September Ends" fue escrita por el vocalista Billie Joe Armstrong sobre su padre, quien falleció de cáncer de esófago en septiembre de 1982, cuando Armstrong tenía 10 años. Armstrong, en un momento, se refirió a la canción como la más autobiográfica que había escrito a ese punto, considerándola "terapéutica" pero también difícil de tocar.
La canción es notable en el hecho de que no tiene relación alguna a la historia que corre en el resto del álbum.

## Video musical
El video musical fue dirigido por Samuel Bayer, conocido por su trabajo con Nirvana y Metallica. Bayer escribió el tratamiento para el video, el cual vio como una mini-película. Bayer trajo la idea de un video temático sobre la Guerra de Irak al trío tras entrevistar a soldados que firmaron para pelear tras ser persuadidos por publicidad televisiva. El video musical de la canción intenta "poner la máquina contra sí misma" al actuar como un comercial para "el libre pensamiento o la paz." Aunque fue muy alejado del significado de la canción, Armstrong sintió que era apropiado considerando su tema sobre la pérdida. Bayer notó que se sintió aburrido con videos musicales predecibles, y quería producir un video que se sintiera una película. Consecuentemente, él y su equipo pasaron un mes buscando actores para los roles y ensayos conducidos, poco común para los videos musicales. El video fue filmado en Los Ángeles a finales de marzo de 2004.
El video se enfoca en una pareja de novios (interpretados por Jamie Bell y Evan Rachel Wood). El novio le promete nunca dejar a su novia, pero luego discuten cuando el novio se enlista en el Cuerpo de Marines de los Estados Unidos. El novio interpreta sus propias acciones como una forma de demostrar que la ama mucho de tal manera que pondría su vida en peligro para mantenerla a salvo. Sin embargo, la novia se siente traicionada, ya que él rompió su voto de nunca abandonarla. El video luego muestra al novio en una batalla en Irak antes de ser emboscado por insurgentes. La escena es entrecortada con escenas de la novia tristemente extrañándolo en un campo. Él video muestra esto en yuxtaposición, enfatizando el dolor emocional de un ser querido debido a la guerra.
El video provocó críticas de los medios conservadores. En el tema del clip siendo percibido como explotativo de la guerra para propósitos de entretenimiento, Mike Dirnt rechazó esta noción: "El Rock & Roll debería ser peligroso. […] debería ser atacante y provocar preguntas, y pienso que el video, al final del día, llega a esa emoción núcleo de la pérdida." Bayer consideró el video su mejor producción a este punto, recordando, "'September' es sin dudas lo más grandioso que he hecho."

## Listado de canciones
Sencillo en CD 1; Vinilo de 7 pulgadas.
| N.º | Título                                            | Duración |  |
| 1.  | «Wake Me Up When September Ends»                  | 4:45     |  |
| 2.  | «Give Me Novacaine» (En vivo de VH1 Storytellers) | 3:35     |  |

Sencillo en CD 2
| N.º | Título                                     | Duración |  |
| 1.  | «Wake Me Up When September Ends»           | 4:45     |  |
| 2.  | «Homecoming» (En vivo de VH1 Storytellers) | 9:24     |  |
| 3.  | «Hitchin' a Ride»                          | 2:51     |  |

Sencillo en CD Australia
| N.º | Título                                            | Duración |  |
| 1.  | «Wake Me Up When September Ends»                  | 4:45     |  |
| 2.  | «Give Me Novacaine» (En vivo de VH1 Storytellers) | 3:38     |  |
| 3.  | «Homecoming» (En vivo de VH1 Storytellers)        | 9:24     |  |

Live iTunes Exclusive
| N.º | Título                                                                                             | Duración |  |
| 1.  | «Wake Me Up When September Ends» (En vivo, Gillette Stadium, Foxboro, MA, 3 de sepitembre de 2005) | 5:44     |  |

CD Promocional Estados Unidos
| N.º | Título                                        | Duración |  |
| 1.  | «Wake Me Up When September Ends» (Radio Edit) | 4:19     |  |

CD Promocional Estados Unidos #2
| N.º | Título                                           | Duración |  |
| 1.  | «Wake Me Up When September Ends» (Versión álbum) | 4:45     |  |

CD Promocional Reino Unido
| N.º | Título                                           | Duración |  |
| 1.  | «Wake Me Up When September Ends» (Radio Edit)    | 4:19     |  |
| 2.  | «Wake Me Up When September Ends» (Versión álbum) | 4:45     |  |

## Posicionamiento en listas
| Listas (2005-2006)                        | Mejor posición |
| ----------------------------------------- | -------------- |
| Alemania (Offizielle Deutsche Charts)     | 22             |
| Australia (ARIA)                          | 13             |
| Austria (Ö3 Austria Top 40)               | 15             |
| Bélgica (Flandes) (Ultratop 50)           | 3              |
| Bélgica (Valonia) (Ultratop 50)           | 2              |
| Canadá (Rock Top 30 Radio & Records)      | 1              |
| Estados Unidos (Billboard Hot 100)        | 6              |
| Estados Unidos (Adult Alternative Songs)  | 3              |
| Estados Unidos (Adult Contemporary)       | 13             |
| Estados Unidos (Adult Top 40)             | 2              |
| Estados Unidos (Alternative Airplay)      | 2              |
| Estados Unidos (Mainstream Rock)          | 12             |
| Estados Unidos (Mainstream Top 40)        | 4              |
| Hungría (Rádiós Top 40)                   | 10             |
| Irlanda (IRMA)                            | 13             |
| Italia (FIMI)                             | 33             |
| Nueva Zelanda (Recorded Music NZ)         | 10             |
| Países Bajos (Mega Single Top 100)        | 44             |
| Suecia (Sverigetopplistan)                | 21             |
| Reino Unido (UK Singles Chart)            | 8              |
| Reino Unido (UK Rock & Metal)             | 1              |
| República Checa (Rádio Top 100 Oficiální) | 1              |

| Listas (2011)               | Mejor posición |
| --------------------------- | -------------- |
| Reino Unido (UK Rock Chart) | 28             |